# Birgit Zellner
Birgit Zellner (* 1. September 1976 in Salzburg) ist eine österreichische ehemalige Judoka und seit 1. Juni 2021 Pflegedirektorin der Privatklinik Wehrle‑Diakonissen in Salzburg.

## Sportliche Laufbahn
Birgit Zellner war Mitglied des österreichischen Nationalkaders im Judo. 1993 gewann sie bei den österreichischen Staatsmeisterschaften in Bischofshofen Gold in der Gewichtsklasse -72 kg. Bei der Sportlerwahl Salzburger Nachrichten 1995 belegte sie Rang 13. 2001 gewann sie die Bronze-Medaille bei der Judo-Staatsmeisterschaft.

## Studium und Beruf
Nach ihrer aktiven Sportkarriere erwarb Zellner das Diplom für Gesundheits- und Krankenpflege im Jahr 1999. Sie absolvierte Weiterbildungen im mittleren Pflegemanagement und begann 2020 ein berufsbegleitendes Studium im Bereich Health Care Management an der Donau‑Universität Krems.
Am 1. Juni 2021 übernahm sie die Funktion der Pflegedirektorin an der Privatklinik Wehrle‑Diakonissen in Salzburg, wo sie bereits über 16 Jahre in leitender Funktion tätig war.

## Privatleben
Zellner lebt mit ihrer Familie in Mattsee, Salzburg.